# ملعب كاستيلاو
ملعب كاستيلاو المعروف أيضا جيغانتي دا بوا فيستا ، هو ملعب لكرة القدم افتتح يوم 11 نوفمبر 1973 في فورتاليزا ، سيارا البرازيل ، مع سعة قصوى من 60.326 شخص. وتعود ملكية الملعب من قبل حكومة الولاية سيارا ، وتعود لنادي سبورتينغ كلوب إيسبورتي وفورتاليزا. وكان يكرم الاسم الرسمي بلاسيدو أديرالدو كاستيلو، محافظ سيارا من 12 سبتمبر 1966 إلى 15 مارس 1971 ، وبناء ملعب الحالم.

## 2014
- ملعب كاستيلاو هو واحد من الأماكن التي تقام فيها بطولة كأس العالم لكرة القدم 2014 ، والتي ستقام في البرازيل.وبعد التجديد سوف يستوعب الملعب قدرة جديدة تقدر 66,700 متفرج .